# Hall of Fame (álbum de Polo G)
Hall of Fame es el tercer álbum de estudio del rapero estadounidense Polo G. Fue lanzado el 11 de junio de 2021. El álbum incluye apariciones especiales de The Kid Laroi, Lil Durk, Lil Wayne, Scorey, G Herbo, Rod Wave, DaBaby, Young Thug, Roddy Ricch, Nicki Minaj, el difunto Pop Smoke y Fivio Foreign. La producción está a cargo de Einer Bankz, DJ Scheme, Angelo Ferraro, D Mac, Karltin Bankz, Londn Blue, BKH, Synco, Tahj Money, Varohl y WizardMCE, entre otros.
Hall of Fame debutó en la cima del Billboard 200, ganando 143,000 unidades equivalentes a álbumes en su primera semana, convirtiéndose en el primer álbum número uno de Polo G de su carrera. El álbum fue apoyado por cuatro sencillos, incluido su primer éxito número uno en el Billboard Hot 100, "Rapstar".

## Antecedentes y grabación
En 2020, Polo G comenzó a grabar su nuevo álbum. En abril de 2021, Barlett insinuó una canción con el también rapero de Chicago Lil Durk y el rapero australiano The Kid Laroi con un video musical grabado. En mayo, confirmó que su compañero rapero de Chicago G Herbo aparecería en el álbum, con DJ Scheme haciendo una vista previa de un fragmento de su canción durante un Instagram en vivo.
El 16 de mayo de 2021, Polo acudió a Twitter para confirmar que había terminado de grabar el álbum.

## Lista de canciones
| Hall of Fame track listing |                                              |                 |          |  |
| N.º                        | Título                                       | Producer(s)     | Duración |  |
| 1.                         | «Painting Pictures»                          | 1040            | 2:17     |  |
| 2.                         | «Rapstar»                                    | E. Bankz        | 2:46     |  |
| 3.                         | «No Return» (con The Kid Laroi y Lil Durk)   | Taz Taylor      | 2:48     |  |
| 4.                         | «Toxic»                                      | Jkei            | 2:11     |  |
| 5.                         | «Epidemic»                                   | Tahj Money      | 2:57     |  |
| 6.                         | «Gang Gang» (con Lil Wayne)                  | Angelo Ferraro  | 2:59     |  |
| 7.                         | «Boom»                                       | 12Hunna         | 2:06     |  |
| 8.                         | «Black Hearted»                              | Aiden Han       | 3:10     |  |
| 9.                         | «Broken Guitars» (con Scorey)                | WizardMCE       | 2:08     |  |
| 10.                        | «GNF (OKOKOK)»                               | Varohl          | 1:56     |  |
| 11.                        | «Go Part 1» (con G Herbo)                    | Kid Culture     | 2:41     |  |
| 12.                        | «Heart of a Giant» (con Rod Wave)            | BKH Beats       | 2:48     |  |
| 13.                        | «Zooted Freestyle»                           | Lil Mosey       | 2:12     |  |
| 14.                        | «Party Lyfe» (con DaBaby)                    | Ben Billions    | 2:51     |  |
| 15.                        | «Losses» (con Young Thug)                    | Wheezy          | 2:54     |  |
| 16.                        | «So Real»                                    | SephGotTheWaves | 2:44     |  |
| 17.                        | «Fame & Riches» (con Roddy Ricch)            | WizardMCE       | 2:31     |  |
| 18.                        | «For the Love of New York» (con Nicki Minaj) | CashMoneyAP     | 2:55     |  |
| 19.                        | «Clueless» (con Pop Smoke y Fivio Foreign)   | Axl Beats       | 2:45     |  |
| 20.                        | «Bloody Canvas»                              | WizardMCE       | 4:25     |  |

## Posicionamiento en lista
| Lista (2021)                             | Posiciones |
| ---------------------------------------- | ---------- |
| Alemania (Media Control Charts)          | 28         |
| Australian Albums (ARIA)                 | 3          |
| Austria (Ö3 Austria)                     | 7          |
| Bélgica (Ultratop flamenca)              | 6          |
| Bélgica (Ultratop valona)                | 79         |
| Canadá (Billboard Canadian Albums)       | 2          |
| Dinamarca (Hitlisten)                    | 2          |
| Países Bajos (Album Top 100)             | 3          |
| Finnish Albums (Suomen virallinen lista) | 10         |
| Francia (SNEP)                           | 81         |
| Irlanda (OCC)                            | 3          |
| Italian Albums (FIMI)                    | 38         |
| Lithuanian Albums (AGATA)                | 11         |
| New Zealand Albums (RMNZ)                | 2          |
| Noruega (VG-lista)                       | 3          |
| Swedish Albums (Sverigetopplistan)       | 8          |
| Suiza (Schweizer Hitparade)              | 5          |
| Reino Unido (UK Albums Chart)            | 3          |
| Reino Unido (UK R&B Albums)              | 38         |
| Estados Unidos (Billboard 200)           | 1          |
| Estados Unidos (Top R&B/Hip-Hop Albums)  | 1          |